# Давид ди Донателло 1993
38-я церемония вручения наград премии «Давид ди Донателло» состоялась 2 июня 1993 года на Капитолии.

## Победители и номинанты

### Лучший фильм
- Большой арбуз, режиссёр Франческа Аркибуджи
- Охрана, режиссёр Рикки Тоньяцци
- Иона, который жил в чреве кита, режиссёр Роберто Фаэнца

### Лучшая режиссура
- Роберто Фаэнца — Иона, который жил в чреве кита (ex aequo)
- Рикки Тоньяцци — Охрана (ex aequo)
- Франческа Аркибуджи — Большой арбуз

### Лучший дебют в режиссуре
- Марио Мартоне — Смерть неаполитанского математика
- Паскуале Поццессере — На юг
- Карло Карлеи — Побег невиновного

### Лучший сценарий
- Франческа Аркибуджи — Большой арбуз
- Грациано Диана и Симона Иццо — Охрана
- Роберто Фаэнца и Филиппо Оттони — Иона, который жил в чреве кита

### Лучший продюсер
- Клаудио Бонивенто — Охрана
- Гуидо Де Лаурентиис, Фульвио Лучизано и Лео Пескароло — Большой арбуз
- Эльда Ферри — Иона, который жил в чреве кита

### Лучшая женская роль
- Антонелла Понциани — На юг
- Маргерита Буй — Начало всех начал
- Карла Гравина — Долгое молчание

### Лучшая мужская роль
- Серджо Кастеллитто — Большой арбуз
- Карло Чекки — Смерть неаполитанского математика
- Сильвио Орландо — Un’altra vita

### Лучшая женская роль второго плана
- Марина Конфалоне — Будет буря
- Алессия Фугарди — Большой арбуз
- Моника Скаттини — Un’altra vita

### Лучшая мужская роль второго плана
- Клаудио Амендола — Un’altra vita
- Ренато Карпентьери — Флореаль – пора цветения
- Лео Гуллотта — Охрана

### Лучшая операторская работа
- Алессио Джельсини Торрези — Охрана
- Лука Бигацци — Смерть неаполитанского математика
- Джузеппе Ланчи — Флореаль — пора цветения

### Лучшая музыка
- Эннио Морриконе — Иона, который жил в чреве кита
- Эннио Морриконе — Охрана
- Риц Ортолани — Магнификат

### Лучшая художественная постановка
- Джанна Сбарра — Флореаль — пора цветения
- Джанкарло Музелли — Смерть неаполитанского математика
- Карло Сими — Долина камня

### Лучший костюм
- Элизабетта Беральдо — Иона, который жил в чреве кита
- Лина Нерли Тавиани — Флореаль — пора цветения
- Сисси Парравичини — Магнификат

### Лучший монтаж
- Карла Симончелли — Охрана
- Нино Баральи — Иона, который жил в чреве кита
- Якопо Куадри — Смерть неаполитанского математика

### Лучший звук
- Ремо Уголинелли — Охрана
- Бруно Пуппаро — Флореаль — пора цветения
- Алессандро Дзанон — Большой арбуз

### Лучший иностранный фильм
- Ледяное сердце, режиссёр Клод Соте
- Говардс-Энд, режиссёр Джеймс Айвори
- Жестокая игра, режиссёр Нил Джордан

### Лучшая иностранная актриса
- Эммануэль Беар — Ледяное сердце (ex aequo)
- Тильда Суинтон — Орландо (ex aequo)
- Эмма Томпсон — Говардс-Энд (ex aequo)

### Лучший иностранный актёр
- Даниэль Отёй — Ледяное сердце
- Энтони Хопкинс — Говардс-Энд
- Стивен Ри — Жестокая игра

### Давид Лучино Висконти
- Эдгар Райц

### David speciale
- Карло Чекки за его работу в Смерть неаполитанского математика
- Карло Людовико Брагалья